# Ogrody Jasnorzewskiego

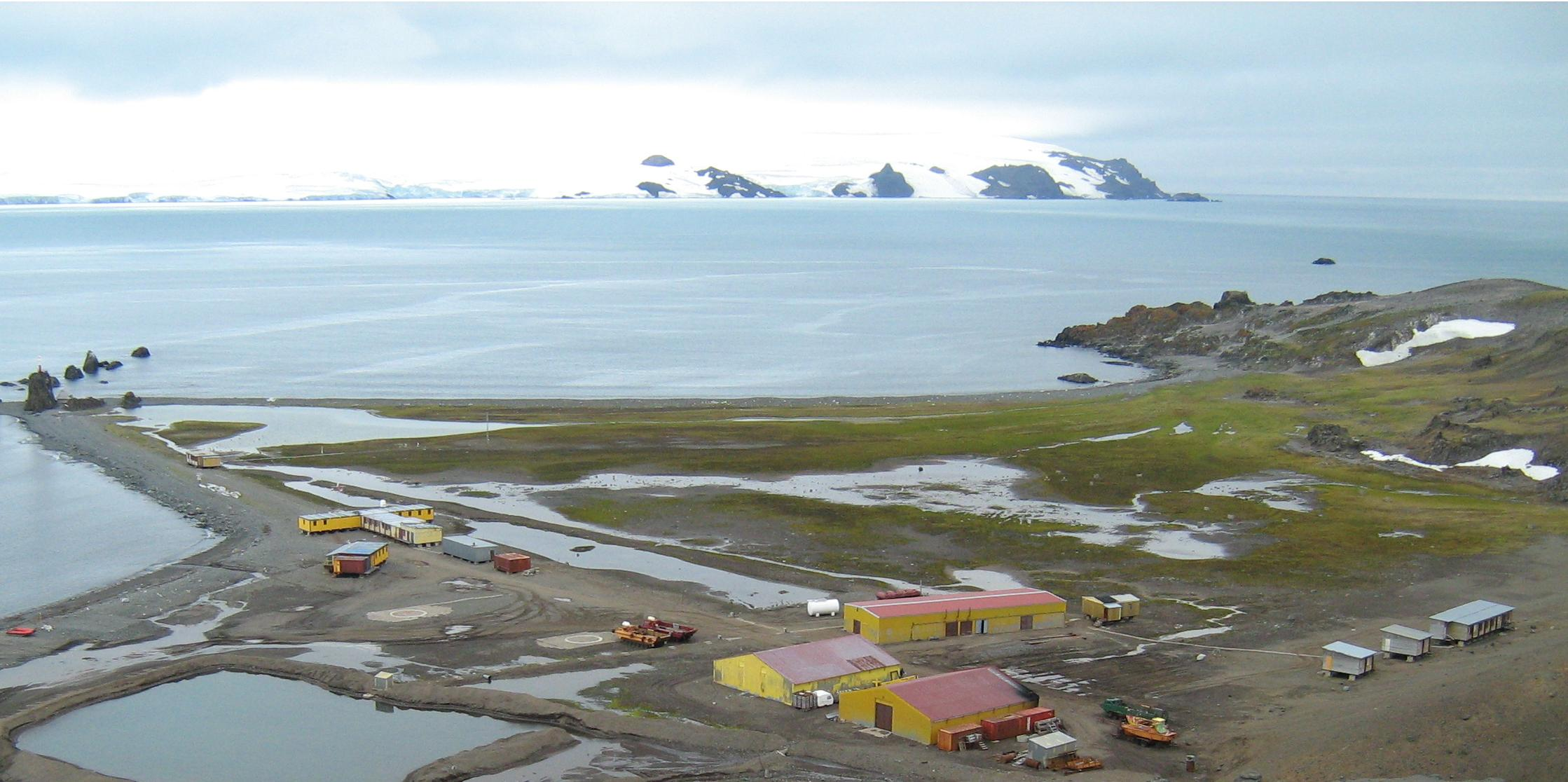
Ogrody Jasnorzewskiego. Na pierwszym planie zabudowania polskiej stacji polarnej, na dalszym Zatoka Półksiężyca i Zatoka Admiralicji, w tle Kopuła Krakowa

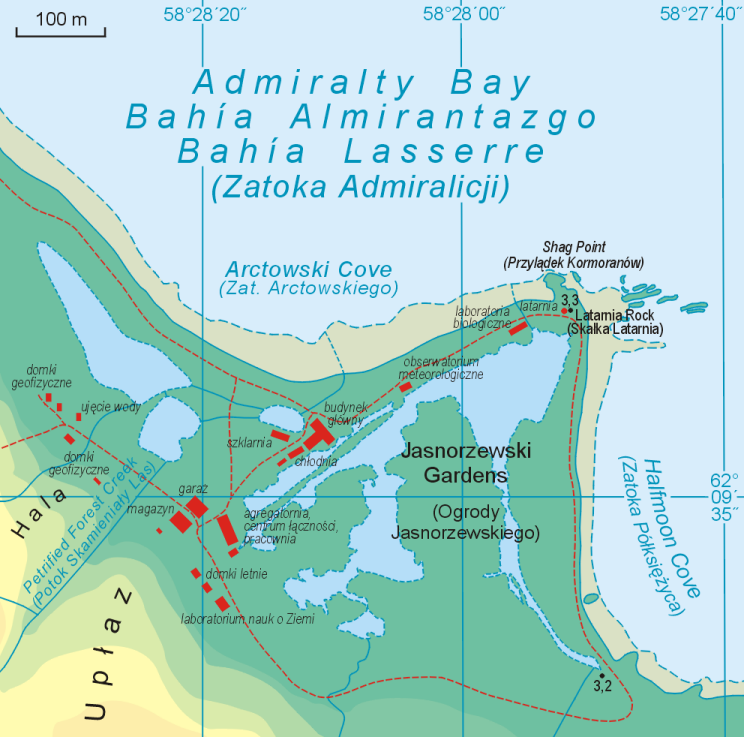
Położenie Ogrodów Jasnorzewskiego na mapie okolic Polskiej Stacji Antarktycznej im. Henryka Arctowskiego

Ogrody Jasnorzewskiego (ang. Jasnorzewski Gardens) – łąka na Wyspie Króla Jerzego, nad Zatoką Półksiężyca (część Zatoki Admiralicji), na północy przylega bezpośrednio do zabudowań Polskiej Stacji Antarktycznej im. Henryka Arctowskiego. Na południu ograniczona masywem górskim Pingwinisko. Nazwana przez polską ekspedycję naukową na cześć prof. Jerzego Jasnorzewskiego, uczestnika wypraw do Arktyki (1957/1958) i Antarktyki (1977/78).